# Comaclinium
Comaclinium é um género botânico pertencente à família Asteraceae.
Segundo o The Plant List este género tem apenas 1 espécie aceite, Comaclinium montanum (Benth.) Strother A base de dados Tropicos indica 2 taxa subordinados, Comaclinium aurantiacum e Comaclinium montanum e refere como nome aceite para o género, Dyssodia Cav.
O género foi descrito por Michael Joseph François Scheidweiler e  Jules Émile Planchon e publicado em Flore des Serres et des Jardins de l'Europe 8: 19, t. 756. 1852-1853[1852].
Trata-se de um género reconhecido pelo sistema de classificação filogenética Angiosperm Phylogeny Website.